# Leucocoryne talinensis
Leucocoryne talinensis är en amaryllisväxtart som beskrevs av Mansur och Cisternas. Leucocoryne talinensis ingår i släktet Leucocoryne och familjen amaryllisväxter. Inga underarter finns listade i Catalogue of Life.